# David Benavente
David Benavente (Cauquenes, Chile, 24 de agosto de 1941) es un Docente, Sociólogo, dramaturgo y documentalista chileno, escritor y magíster en Screenwriting en el American Film Institute de Los Ángeles, California. Realiza sus estudios secundarios en el Saint George’s College establecimiento educativo, reconocido por ser una institución activista social y política; donde destaca desde muy joven, por sus aficiones artísticas y su alto compromiso social. Funda e integra el grupo de teatro Los Moreau, en el que presenta algunas piezas teatrales de su autoría. En 1964, el Teatro de Ensayo de la Universidad Católica estrena Tengo ganas de dejarme barba, pieza teatral que el año 2005 es publicada por la editorial del Centro de Estudios Sociales CESOC, junto a otras obras del autor, bajo el título de “Teatro Chileno”; y que en la columna Linterna de papel, del Diario el Mercurio de Antofagasta, el poeta nortino Andrés Sabella destacaría y se referiría a la irrupción del teatro universitario, y a la obra enfatizando su “alto sentido responsable, y un sentimiento teatral que debemos estimular para liberarnos de la asfixia”. 

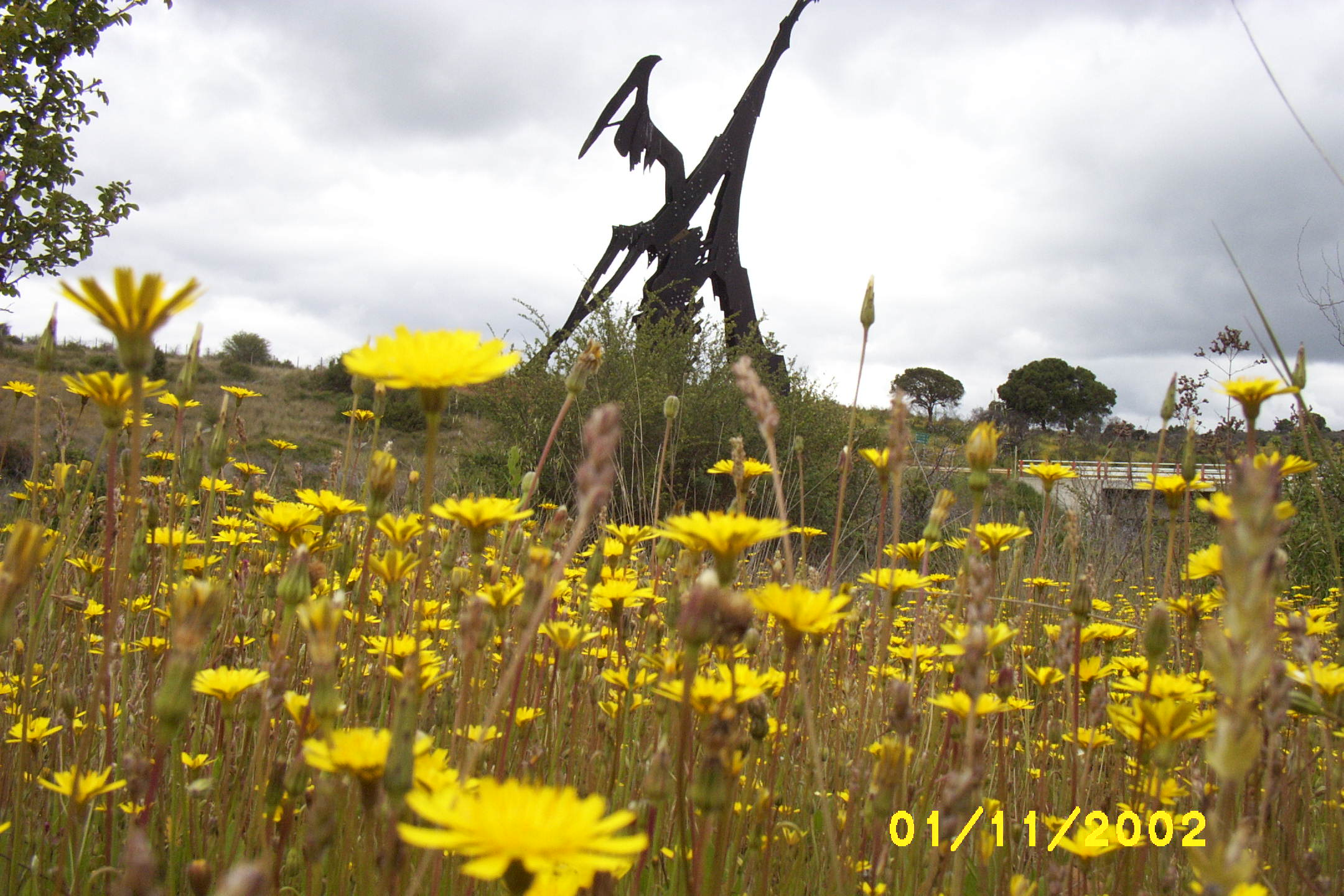
Cauquenes, ciudad natal de David Benavente Chile

## Experiencia como dramaturgo
En 1968, luego de la Reforma Universitaria, funda y dirige la EAC, Escuela de Artes de la comunicación de la Universidad Católica de Chile, centro de formación muy productivo, que da origen a numerosos teleteatros, la serie televisiva “La sal del desierto”, la Revista EAC y diversos estudios de comunicación social. Viaja a Inglaterra becado por el Consejo Británico, pero tras el Golpe Militar, se ve obligado a dejar su cargo. Participa como dramaturgo junto al Grupo de Teatro Ictus en la creación de Pedro, Juan y Diego (1976), “obra teatral que aborda una problemática común de aquel entonces, la cesantía, que comenzaba a golpear muy fuertemente a la sociedad chilena, producto del desenvolvimiento económico del régimen, aparece con fuerza sobre las tablas, y el tema del trabajo se erige en la obra como acción central”. El año 1979 se integra al taller de investigación teatral (TIT) y estrena la pieza Tres María y una Rosa, obra que documenta el oficio de cuatro mujeres que fabrican arpilleras para venderlas y subsistir en una época de cesantía generalizada y en que la sociedad chilena debía soportar en silencio las angustias y penurias de un estado. Viaja otra vez a Europa, y recorre el Norte y el Sur de América, en una extensa y exitosa gira. Hacia los años 80, estrena la obra Tejado de vidrio, pieza teatral que en plena noche de estreno, el dramaturgo decide cambiar el final, y que relata desde una visión crítica el comportamientos de ciertos sectores de jóvenes, que carecen de autoridad moral, para criticar y que todos los personajes, son una combinación perfecta entre la cobardía y la tontera.

## Experiencia como documentalista
Paralelamente a su trabajo en la dramaturgia, Benavente ha empezado a experimentar en formato profesional, el cine video documental. Su primer trabajo es Mecánicos (1981), documental de 47 minutos de duración, y que evidencia como un grupo de mecánicos de automóviles definen su actividad laboral, que posibilidades de estancamiento o desaparición veían para sus pequeñas empresas y a qué factores humanos, sociales y económicos atribuían sus éxitos o sus fracasos. Uno de estos personajes, el Willy es el tema escogido por Benavente para realizar su largometraje El Willy la Miriam (1983), “película que presenta un dramático trozo de vida cotidiana de una joven pareja de extracción popular chilena, quienes acosados por la cesantía, la incomunicación y la pobreza luchan para darle sentido a sus vidas, mantenerse unidos como familia y salir adelante en mundos trizados y amenazantes”, y que es distinguida con el Colón de Oro en el Festival de cine de Huelva, (España).
Durante la dictadura militar, las posibilidades de hacer cine en los formatos tradicionales se tornaron extremadamente dificultosos; se desarrolló de este modo una extensa corriente de cineastas que filmaron apoyándose en el video, particularmente el video profesional (UmaticSp); y uno de los más destacados fue Benavente, quien produjo una docena de notables documentales, utilizando está técnica. Entre ellos Blanca Azucena (1984), Con la camiseta bien puesta (1986), entre otros. Escribe, entre tanto, A medio morir cantando trece relatos testimoniales de cesantes, trabajo que lleva varias ediciones. En los últimos años se ha desempeñado como director académico y profesor titular del Diplomado en Dramaturgia Creativa y Guion del Centro de Estudios y Artes de la Comunicación de la Universidad Jesuita Alberto Hurtado, del cual es su creador, continuado con la experimentación a través del video en formato profesional, siempre con temas, socio- culturales y de carácter antropológico.

## Obra

### Dramaturgia
- Tengo ganas de dejarme barba” (1964)
- Pedro, Juan y Diego (1976)
- Tres María y una Rosa (1979)
- Tejado de vidrio (1979)

#### Documentales
- Blanca Azucena (1984)
- Con la camiseta bien puesta (1986)
- Encuentro cultural mapuche (1986)
- Raiz de Chile (1989)
- Parando la olla (1991)
- Mapuche/Aymara (1991)
- Juegos artificiales (1999)
- Vivir la madera (1994)
- Salir adelante (1999)
- El perro arrepentido (2001)
- Transterrados Españoles (2002)
- Alemanes del Lago (2003)

## Comentarios sobre alguna de sus obras
El International Herald Tribune, de Los Ángeles, California (18 de octubre de 1979) cataloga la obra teatral "Tres Marías y una Rosa" como; ácida acusación de las injustas y absurdas medidas de la actual situación económica y política del país. Hoy (Nº 114, sept. 26-2 de octubre de 1979) comentó:
"La obra teatral Tres Marías y una Rosa ha causado alarma en algunas altas esferas. En un reciente informe enviado al Ministro del Interior se dice que ella 'ha venido a constituir un nuevo motivo de inquietud en lo que se refiere a ataques al gobierno militar, perpetrados a través de actividades artísticas'. El análisis agrega que 'esta obra es de buena calidad'. De todas las exhibidas a la fecha, es la de mayor temática política y con alusiones claras y directas."
"El memorándum indica que el efecto de esta pieza no puede ser contrarrestado por una acción represiva ('tendría el efecto no deseado de despertar vivo interés nacional e internacional en la obra') sino que es hora de actuar positivamente en el fomento y auge de 'todas las expresiones artístico-culturales de neto carácter nacionalista y de recuperación de valores tradicionales'."